# Inez (Kentucky)
Inez – miasto w Stanach Zjednoczonych, w stanie Kentucky, siedziba administracyjna hrabstwa Martin.